# Johan Petersson (skådespelare, 1700-talet)
Johan Petersson (i vissa källor Pettersson), född 1764, var en svensk skådespelare och teaterföreståndare verksam under sent 1700-tal och tidigt 1800-tal.

## Biografi
Peterson stammade från Göteborg och skall ha varit son till en tjänsteman vid domkyrkan där. Han var bror till Karna Persdotter (född 1761) och till skådespelerskan och akrobaten Helena Spinacuta, gift med den italienske akrobaten Antonio Bartolomeo Spinacuta.

### Scenkarriär
Petersson började sin skådespelarbana inom Johan von Blancs teatersällskap vid Teatern vid Sillgatan, Göteborgs första offentliga teater, och synes senare (omkring 1786–1787) ha tillhört Carl Stenborgs sällskap. I mars 1789 återvände han till Teatern vid Sillgatan, nu som ensemblens nye ledare under ägaren Lovisa Simson. Han efterträdde i denna roll Andreas Widerberg. 
Petersson kom att få leda teatern under besvärliga omständigheter. Många av de främsta skådespelarna i ensemblen hade lämnat denna redan innan hans tillträde och ytterligare ett antal försvann under den tid han innehade uppdraget. Ekonomin var också mycket ansträngd, och Petersson hamnade själv under en period 1790 i bysättningshäkte.  Hovmannen och teaterchefen Abraham Niclas Edelcrantz, vilken besökte Göteborg i april 1790, rapporterade i ett brev till Gustav III att "Teatern är här i fullständigt förfall, orsakadt af att de bästa krafterna äro borta, af brist på repertoir och af ringa uppmuntran från allmänhetens sida". Efter knappt två år med interna bråk inom ensemblen, ekonomiska problem och sjunkande antal föreställningar gav Petersson upp, och gick i december 1791 ut i pressen med ett tillkännagivande att han "wid denna Theatre ej åtager mig någon widare befattning, under hwad namn som hälst, och således entledigas från alt answar".
Efter teaterledarperioden i Göteborg blev Petersson 1792 skådespelare i Seuerlingske Comoedie-Trupp. Från 1794 provade han sig dock på att som direktör leda ett eget sällskap. Han ledde sällskapet i samarbete med ekvilibristen Jonas Fredrik Rydström. 26 september–29 oktober 1794 gästade sällskapet Malmö i nyöppnade teaterlokalen i Wetterholtzka klockgjutargården vid Norra Vallgatan/Gråbrödersgatan. Några skådespelare var mademoisellerna Ungert och Zeyferdt (M. Zeiffert) samt skådespelaren Carl Kjellström (som sedan tog över Göta källare i Göteborg 1812–1814). 13 augusti–27 september 1795 spelade sällskapet i Lund i Libreriet, då universitetets fäktarsal, under Johan Peterssons ledning. Några skådespelare som nämns är Adelheid Wiendahl, C. P. Fogelin och mademoiselle Colling (se nedan). Sällskapet utmärkte sig bland annat som det enda i Sverige att någonsin (i vart fall fram till 1948) spela Goethes drama Stella. Uppsättningen (1797) berömdes i samtida press för "de spelandes skicklighet". Till sällskapets repertoar hörde också Shakespearepjäser som Romeo och Julia och Hamlet, då ganska nyintroducerade för svensk publik. Bland skådespelarna i Peterssons trupp märktes primadonnan Fredrika Gustafva Colling (senare gift med en annan teaterledare, Fredrik Wilhelm Ståhlberg) och Anders Lundqwist (själv senare teaterdirektör i bland annat Jönköping).
Omkring 1802 synes Petersson ha givit upp det egna sällskapet och ånyo återgått till det rena skådespeleriet, nu vid Johan Erik Broomans trupp i hemstaden Göteborg.

### Författarskap
Utöver att vara skådespelare och teaterledare framträdde Petersson emellanåt också som författare. Under sin tid vid Teatern vid Sillgatan skrev han ett tillfällighetsstycke till Gustav III:s ära kallat Götheborgs glada hågkomst af sin frälsnings-dag, vilket uppfördes i oktober 1789. Hans allegoriska divertissemang Norrköpings fägnad öfver Riksdagens lyckliga slut (1792) synes dock, åtminstone delvis, vara plagierat efter ett äldre stycke av Sven Brisman.